# Elecciones generales de Malta de 1888
Entre el 1 y el 3 de marzo de 1888 se celebraron en Malta elecciones generales.

## Antecedentes
Las elecciones fueron las primeras en realizarse bajo la constitución de Knutsford, con lo que de los 14 miembros del Consejo de Gobierno, diez serían elegidos directamente y cuatro representarían a la nobleza y terratenientes, graduados, clérigos y a la Cámara de Comercio.

## Resultados
9.696 personas tenían derecho a voto, de las que 3.487 votaron, dando una participación del 36%.
| Miembros generales electos   | Miembros generales electos | Miembros generales electos | Miembros generales electos       |
| Nombre                       | Nombre                     | Votos                      | Notas                            |
| ---------------------------- | -------------------------- | -------------------------- | -------------------------------- |
| Oreste Grech Mifsud          | Oreste Grech Mifsud        | 1,641                      |                                  |
| Dun Pawl Agius               | Dun Pawl Agius             | 1,520                      | Reelegido                        |
| Don Teodoro Galea            | Don Teodoro Galea          | 1,370                      |                                  |
| Baruni Azzopardi             | Baruni Azzopardi           | 1,345                      |                                  |
| Aless. Baruni Chapelle       | Aless. Baruni Chapelle     | 1,312                      |                                  |
| Antonio Lanzon               | Antonio Lanzon             | 1,239                      |                                  |
| Enrico Naudi                 | Enrico Naudi               | 1,140                      |                                  |
| Paolo Sammut                 | Paolo Sammut               | 1,060                      |                                  |
| Edoardo Vella                | Edoardo Vella              | 1,023                      |                                  |
| Fortunato Mizzi              | Fortunato Mizzi            | –                          | Reelegido por Gozo sin oposición |
| Miembros especiales electos  |                            |                            |                                  |
| Escaño                       | Nombre                     | Votos                      | Notas                            |
| Nobleza y terratenientes     | Gerald Strickland          | 256                        |                                  |
| Graduados                    | Filippo Sceberras          | 254                        |                                  |
| Clérigos                     | Paolo Cachia               | –                          | Sin oposición                    |
| Cámara de Comercio           | Lorenzo Mifsud             | –                          | Sin oposición                    |
| Fuente: Schiavone, pp177–178 |                            |                            |                                  |